# Stazione di Cusano Milanino

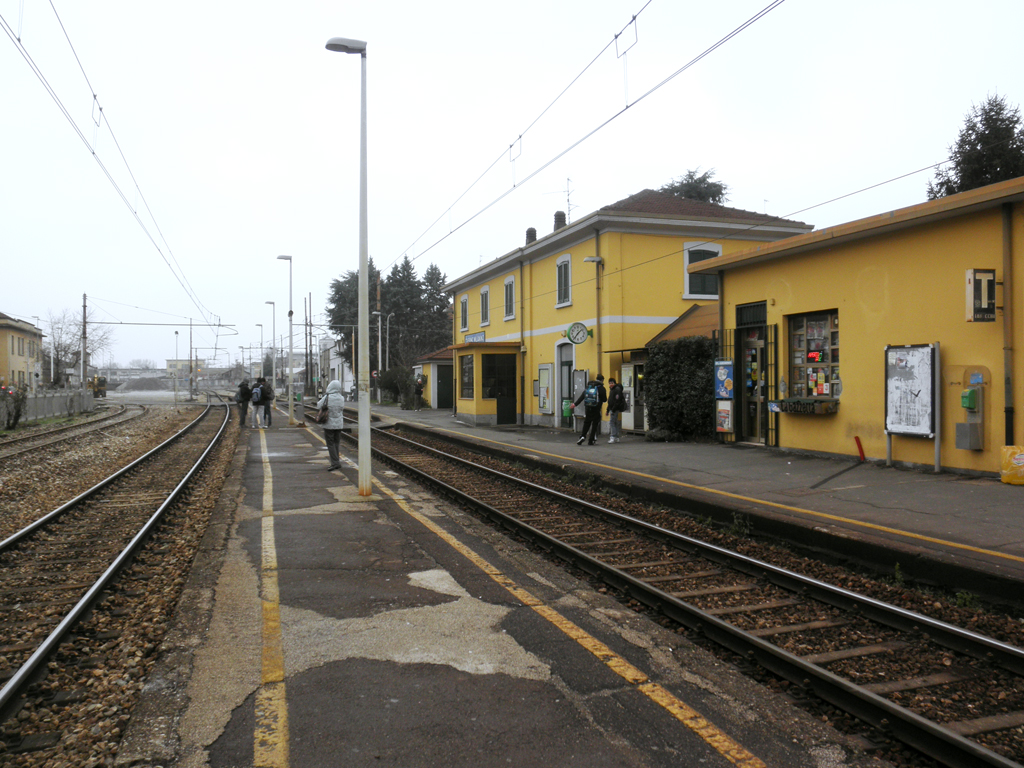
Il piazzale binari

La stazione di Cusano Milanino era una stazione ferroviaria posta sulla linea Milano-Asso, a servizio del comune di Cusano Milanino.

## Storia
La stazione venne sostituita dalla nuova stazione di Cormano-Cusano, costruita al posto delle precedenti stazioni di Cusano Milanino e Cormano-Brusuglio.
Nell'intervento di riqualificazione dell'area tra le stazioni di Cusano e Cormano venne compresa, tra l'altro, la realizzazione del terzo binario di linea..

## Strutture e impianti
Si trattava di una stazione di superficie a due binari con una banchina centrale e una banchina laterale. La struttura era gestita da FerrovieNord.

## Movimento
Nel periodo di attività, la stazione fu storicamente servita dalla ferrovia Milano-Asso, negli ultimi anni integrata nel servizio ferroviario suburbano di Milano.